# Patrik Pavlenda
Patrik Pavlenda (* 3. května 1982, Malacky) je slovenský obránce, od roku 2009 působící v FC ViOn Zlaté Moravce.

## Fotbalová kariéra
Svoji fotbalovou kariéru začal v VTJ Malacky. Mezi jeho další kluby patří: TJ Calex Zlaté Moravce, Górnik Zabrze a FC ViOn Zlaté Moravce.